# Ludwika Maria Hohenzollern
Ludwika Maria Elżbieta (ur. 3 grudnia 1838, zm. 23 kwietnia 1923) – wielka księżna Badenii, córka późniejszego cesarza Wilhelma I i jego żony cesarzowej Augusty.

## Małżeństwo i dzieci
Wyszła za mąż za Fryderyka I, wielkiego księcia Badenii. Ślub odbył się 20 września 1856 roku w Berlinie.
Mieli trójkę dzieci:
- Fryderyk II Badeński (ur. 9 lipca 1857, zm. 9 sierpnia 1928), wielki książę Badenii;
- Wiktoria Badeńska (ur. 7 sierpnia 1862, zm. 4 kwietnia 1930), królowa Szwecji;
- Ludwik Wilhelm Badeński (ur. 12 czerwca 1865, zm. 3 lutego 1888).

## Działalność
W 1916 ufundowała środkowe okno przy ołtarzu kościoła ewangelickiego im. cesarza Fryderyka III w Polanicy-Zdroju. Witraż w oknie przedstawiał św. Krzysztofa przenoszącego na własnych barkach małego Jezusa przez wodę. Kościół został rozebrany w 1970.

## Odznaczenia
W 1910:
- Order Wierności (Badenia)
- Order Wilhelma (Prusy)
- Order Luizy (Prusy)
- Order Teresy (Bawaria)
- Order Sidonii (Saksonia)
- Order Olgi (Wirtembergia)
- Order Wiktorii i Alberta z diamentami (Wielka Brytania)
- Order Świętego Jana (Zakon Maltański)
- Order Sławy z brylantami (Tunezja)
- Order Świętej Katarzyny I kl. z brylantami (Rosja)
- Order Dobroczynności z brylantami (Turcja)
- Order Królowej Marii Luizy (Hiszpania)
- Order Świętej Elżbiety (Portugalia)
- Order Domowy Orański (Holandia)
- Medal Pamiątkowy 1870/71 (Badenia)
- Medal Fryderyka i Ludwiki (Badenia)
- Medal Jubileuszowy (Badenia)
- Medal Pamiątkowy Złotego Jubileuszu Wesela Fryderyka I i Ludwiki (Badenia)
- Krzyż Zasługi dla Kobiet i Dziewcząt (Prusy)
- Medal Pamiątkowy Cesarza Wilhelma (Prusy)
- Medal Czerwonego Krzyża I kl. (Prusy)
- Medal Pamiątkowy Srebrnego Wesela Niemieckiej Pary Cesarskiej (Prusy)
- Krzyż Zasługi za Ochotniczą Opiekę nad Wojskiem 1870/71 (Bawaria)
- Krzyż Zasługi za Ochotnicze Pielęgnowanie Chorych (Bawaria)
- Krzyż Elżbiety za 1877/78 (Rumunia)